# Унбігексій
Унбігексій — досі не виявлений хімічний елемент з атомним номером 126. У періодичній таблиці він стоїть між 125Унбіпентієм і 127Унбісептієм.
Назва тимчасова і походить від атомного номера. У випадку з ізотопом унбігексію Ubh-310 очікується період напіврозпаду вище середнього порівняно з сусідніми нуклідами, оскільки не тільки його протонне число 126, але й його нейтронне число 184 є «магічними».
У розширеній періодичній системі він належить до групи елементів суперактиноїдів (не входить до «нормальної» періодичної таблиці).

## Спроби синтезу
Перша спроба створити елемент 126 була зроблена в 1971 році Бімботом та ін. за допомогою так званої «реакції гарячого синтезу»:
{\displaystyle \,_{\ 90}^{232}\mathrm {Th} +\,_{36}^{84}\mathrm {Kr} \to \,_{126}^{316}\mathrm {Ubh} ^{*}}→ без атомів
В експерименті спостерігалася альфа-частинка високої енергії, яка вказувала на успішний синтез елемента № 126. Останні дослідження роблять інтерпретацію цих результатів дуже малоймовірною.

## Прогнози відносно стабільного унбігексію
На основі модельних розрахунків передбачається, що зовнішня ядерна оболонка елемента із зарядовим числом 126 заповнена протонами. Подібні міркування показали, що ядро з 184 або 196 нейтронами повинно мати максимальну стабільність. З цього було зроблено висновок, що ізотопи унбігексію 310Ubh і 322Ubh є найбільш перспективними для синтезаційних експериментів.

## Передбачення хімічних властивостей
Для елемента 126 передбачена нова електронна конфігурація [Og] 5g6 8s2. Форма 5g- і 7d-орбіталей може бути розмитою. Останні теоретичні роботи передбачають стабільний монофторид UbhF, який може виникнути в результаті зв'язку між 5g-орбіталлю Ubh і 2p-орбіталлю фтору.